# Hulu Perak
Hulu Perak is een district in de Maleisische deelstaat Perak.
Het district telt 91.000 inwoners op een oppervlakte van 6600 km².